# Академия гражданской защиты Республики Казахстан
Академия гражданской защиты имени Малика Габдуллина МЧС Республики Казахстан (АГЗ МЧС РК) — высшее учебное заведение по подготовке специалистов Министерства по чрезвычайным ситуациям (МЧС РК).

## История академии

### Предшественник академии
31 мая 1973 года в город Кокчетав из города Алма-Ата был передислоцирован учебный отряд военизированной пожарной охраны Управления пожарной охраны Министерства внутренних дел Казахской ССР. Отряд был расположен в бывших казармах военизированной охраны железной дороги станции Кокчетав.
Задачей учебного отряда была подготовка, переподготовка и повышение квалификации работников пожарной охраны всех категорий с разных областей КазССР.
В 1977 году отряд был перемещён в новое здание в центр города Кокчетава. В связи с «военизацией» пожарной охраны (перевод пожарных в статус военнослужащих) в КазССР, обстановка с комплектацией кадрами в те годы ухудшилась. Руководство МВД КазССР приняло решение о создании 11-месячных курсов по подготовке младшего начсостава пожарной охраны. Учебный отряд Военизированной пожарной охраны МВД Казахской ССР был переименован в Школу подготовки и переподготовки младшего и среднего начсостава пожарной охраны МВД Казахской ССР. При этом имевшаяся в наличии учебно-материальная база не давала условий для полноценного обучения курсантов. Также не хватало учебных помещений и мест для проживания в общежитии.
В 1980 году руководством МВД КазССР был решён вопрос финансирования реконструкций имеющихся зданий и строительства нового учебного корпуса и технических зданий. С расширением комплекса зданий был расширен штат командно-преподавательского состава. за счёт привлечения выпускников Алма-Атинского пожарно-технического училища МВД Казахской ССР.
В июле 1985 года школа была преобразована в Учебный центр пожарной охраны МВД Казахской ССР.
Приказом Главного Управления пожарной охраны МВД СССР в учебном центре осуществлялась подготовка работников пожарной охраны Таджикской ССР, Туркменской ССР и Киргизской ССР.
Успехи школы по подготовке кадров и по применению технических средств обучения, были отмечены как образцовые для центрально-азиатского региона на Всесоюзном совещании начальников учебных подразделений в Москве. Всего за период деятельности школы было подготовлено и выпущено свыше 800 специалистов с присвоением звания младший лейтенант.

### Создание института
В июне 1992 года учебный центр получил новое название: Школа профессиональной подготовки рядового и начальствующего состава пожарной охраны МВД Республики Казахстан.
В августе 1995 года статус школы был повышен с преобразованием в Кокшетауский филиал Алматинского пожарно-технического училища МВД Республики Казахстан. С этого периода выпускники заведения получали диплом с высшим специальным образованием.
В связи с необходимостью реформирования правоохранительных структур и подготовки кадров, правительство принимает решение о создании новых независимых высших учебных заведений готовящих кадры для МВД РК. Указом Президента Республики Казахстан от 22 апреля 1997 года № 3465 «О мерах по дальнейшему реформированию системы правоохранительных органов в Республике Казахстан» и постановлением Правительства Республики Казахстан от 22 июля 1997 года № 1143 Кокшетауский филиал Алматинского высшего пожарно-технического училища МВД Республики Казахстан был преобразован в независимое высшее учебное заведение — Кокшетауское высшее училище противопожарных и аварийно-спасательных работ Государственного Комитета Республики Казахстан по чрезвычайным ситуациям.
18 декабря 1997 года учебное заведение было переименовано в Кокшетауское высшее техническое училище Комитета Республики Казахстан по чрезвычайным ситуациям.
30 июня 1999 года училище переименовано в Кокшетауский технический институт Агентства Республики Казахстан по чрезвычайным ситуациям.
В 2014 году в связи с переформированием Агентства РК по чрезвычайным ситуациям в Комитет по чрезвычайным ситуациям в составе МВД РК, институт получил новое наименование: Кокшетауский технический институт Комитета по чрезвычайным ситуациям Министерства внутренних дел Республики Казахстан.
Постановлением Правительства Республики Казахстан  № 315 от 13 мая 2021 года Кокшетауский технический институт Министерства по чрезвычайным ситуациям Республики Казахстан было переименовано в государственное учреждение Академия гражданской защиты имени Малика Габдуллина Министерства по чрезвычайным ситуациям Республики Казахстан.
В среднем каждый год академия принимает на обучение по 150 курсантов. На 2021 год обучение проходили более 800 человек, 30% из которых являлись действующими сотрудниками органов гражданской защиты, обучающиеся на заочной форме. На очном отделении обучаются около 600 курсантов. С 2012 года на обучение принимаются также граждане Кыргызстана, а с 2018 года — граждане Таджикистана.
С осени 2023 года на обучение в академию начали принимать девушек. К 2023 году академия подготовила 5 663 специалистов гражданской защиты

### Обучение
На обучение принимаются граждане от 16 до 25 лет.
В настоящее время институт осуществляет подготовку офицеров по 4 специальностям по программе высшего учебного заведения со сроком обучения 4 года, с присвоением учёной степени «Бакалавр военного дела и безопасности» и офицерского звания лейтенант:
- Пожарная безопасность;
- Защита в чрезвычайных ситуациях;
- Командная тактическая сил гражданской обороны;
- Пожаротушение и аварийно-спасательное дело.

По окончании академии выпускники получают диплом о высшем образовании с присвоением воинского звания «лейтенант гражданской защиты».
С 1998 года в институте было введено заочное обучение.
В 2000 году при институте были открыты курсы повышения квалификации.
Также в программу обучения входит подготовка в области радиационной, химической и биологической защиты населения

## Начальники академии (института)
Полный список начальников института/академии:
- полковник внутренней службы Ахметов Ж.Д. — 1997—2002;
- полковник противопожарной службы Тураров Серикхан Женисович — 2002—2010;
- полковник противопожарной службы Султангалиев Абай Султангалиевич — 2010—2013;
- полковник гражданской защиты Шарипханов Сырым Дюсенгазиевич — 2013 — 2023;
- полковник гражданской защиты Алибеков Ерлан Алибекович — 2023 — 2024;
- полковник гражданской защиты Хасенов Жумабек Хасенович — 2024 — наст.время